# Kulíšek trpasličí
Kulíšek trpasličí (Micrathene whitneyi) je nejmenší sova na světě. Žije v pouštích Střední a Severní Ameriky. Živí se nočními motýly a hmyzem.

## Popis
Dorůstá délky pouhých 12,4 až 14,4 cm, rozpětí křídel asi 27 cm a obvykle váží kolem 40 g. Samice jsou o něco větší než samci. Zbarvení je šedohnědé s bílými skvrnami na křídlech. Oči jsou žlutavé a je nad nimi nápadné bílé obočí.

## Hnízdění
Hnízdí v dutinách saguarových kaktusů nebo jiných stromů s tvrdým dřevem ve výšce 3 až 10 metrů nad zemí. Snáší 1 až 5 vajec. Mláďata se líhnou v období, kdy kaktusy kvetou, obvykle od poloviny června do července.

## Poddruhy
V současné době jsou uznány následující poddruhy:
- Micrathene whitneyi graysoni Ridgway, 1886 (vyhuben koncem 20. století)
- Micrathene whitneyi idonea (Ridgway, 1914)
- Micrathene whitneyi sanfordi (Ridgway, 1914)
- Micrathene whitneyi whitneyi (J. G. Cooper, 1861)